# いちばん!
いちばん!は、2002年4月1日から2003年3月28日まで、TBS系で平日5:00 - 6:00（一部地域は5:30 - ）に放送された早朝の情報番組。

## 概要
前番組は『いちばん!エクスプレス』だったが、後枠の『エクスプレス』が『おはよう!グッデイ』に変わったのを機に『いちばん!』へタイトルを改めた。その後、後枠が『ウォッチ!』に変更されたため、再びタイトルを『あさがけウォッチ!』に改めることになり、終了した。
2002年10月からはメインキャスターに志賀大士を起用。当時のスポーツ新聞等では、不祥事後の謹慎から復帰した志賀の再起を促す意味での起用と報じられた。

## キャスター
2002年9月まで
- 清原久美子
- 河合薫（気象予報士）

いずれも『いちばん!エクスプレス』から続投。
2002年10月以降
※予報士以外、この当時のキャスターはTBSテレビアナウンサー
- 志賀大士
- 山田愛里（月 - 水曜）
- 川田亜子（木・金曜）
- 山田玲奈（天気予報担当。当時は気象予報士資格取得前）

志賀、玲奈は『あさがけウォッチ!』も続投。

## コメンテーター
- 安念潤司（火曜、当時成蹊大学教授）

## テーマ曲
「好きよ」Kiroro（2002年）